# Torfaen
Torfaen ist eine Principal Area mit dem Status eines County Borough im Südosten von Wales. Der Name Torfaen bedeutet auf Walisisch wörtlich Felsenbrecher und meint die Landschaft entlang des Laufs des bei Blaenavon entspringenden Afon Llwyd („grauer Fluss“).

## Geographie
Torfaen grenzt im Süden an die City of Newport, im Osten und Nordosten an Monmouthshire, im Nordwesten an Blaenau Gwent County Borough und im Westen an Caerphilly County Borough.
Das Gebiet des Verwaltungsbezirks liegt in der historischen Grafschaft Monmouthshire. Es entspricht in etwa dem Tal des Afon Llwyd, des östlichsten Tals der südwalisischen Tälerlandschaft. Das Tal des Afon Llwyd ist sehr verstädtert, von Nord nach Süd gesehen besteht Torfaen aus den Ortschaften Blaenavon, Abersychan, Pontypool, Griffithstown, New Inn und Cwmbran, die z. T. schon ineinander übergehen.

## Bevölkerung
Torfaen hat 90.700 Einwohner. Größte Ortschaften sind Cwmbran mit 47.300 Einwohnern und Pontypool mit 35.400 Einwohnern. 14,5 % der Bevölkerung sprechen Walisisch.

## Geschichte
Torfaen wurde 1974 als District der damals neuentstandenen Verwaltungsgrafschaft Gwent gebildet. Einführung der einstufigen Lokalverwaltung in Wales wurde Torfaen am 1. April 1996 ein eigenständiger Verwaltungsbezirk.

## Politik
Torfaen gilt als Hochburg der Labour Party (Arbeitspartei, walisisch Y Blaid Lafur), die den (von den Grenzen des Verwaltungsbezirkes leicht abweichenden) Wahlkreis Torfaen sowohl 2005 bei den Unterhauswahlen als auch 2007 bei den Wahlen zur walisischen Nationalversammlung gewinnen konnte.

### Kommunalwahlergebnisse
| Jahr | Labour | Plaid Cymru | Conservative Party | Liberal Democrats | Unabhängige Kandidaten |
| ---- | ------ | ----------- | ------------------ | ----------------- | ---------------------- |
| 1995 | …      | …           | …                  | …                 | …                      |
| 1999 | 39     | 0           | 1                  | 2                 | 2                      |
| 2004 | 34     | 0           | 1                  | 2                 | 7                      |
| 2008 | 18     | 3           | 5                  | 2                 | 16                     |

## Sehenswürdigkeiten
Die hoch im Tal des Afon Llwyd gelegene Stadt Blaenavon (walisisch: Blaenafon) gilt als eines der Zentren der Frühindustrialisierung und steht in der UNESCO-Liste des Weltkulturerbes. Sehenswürdigkeiten der Stadt sind vor allem die Museumseisenbahn Pontypool and Blaenavon Railway und das Big Pit, das nationale Bergwerkmuseum von Wales.